# Storia della Polonia (1945-1989)
La storia della Polonia dal 1945 al 1989 abbraccia il periodo successivo alla seconda guerra mondiale in cui il comunismo sovietico dominava sulla Repubblica Popolare di Polonia. Questi anni, anche se con molti miglioramenti negli standard di vita in Polonia, furono funestati da disordini sociali e dalla depressione economica.
Verso la fine della seconda guerra mondiale
, l'avanzata sovietica dell'Armata Rossa spinse fuori dalla Polonia occupata le forze naziste tedesche. Su insistenza di Stalin, la Conferenza di Jalta sancì la formazione di una nuova coalizione polacca e filo-comunista di governo a Mosca, che ignorò il governo in esilio della Polonia situato a Londra. Questo è stato descritto come un tradimento occidentale nei confronti della Polonia da parte degli Alleati per guadagnarsi il favore del leader sovietico, ed evitare un conflitto diretto. Gli accordi di Potsdam del 1945 sancirono lo spostamento verso ovest dei confini polacchi e approvò il nuovo territorio polacco compreso tra la linea Oder-Neisse e la linea Curzon. La Polonia per la prima volta nella storia divenne uno Stato nazionale etnicamente omogeneo in conseguenza della Shoah, l'espulsione dei tedeschi ad ovest, il reinsediamento degli ucraini ad est ed il rimpatrio dei polacchi da Kresy. Il nuovo governo comunista di Varsavia incrementò il proprio potere politico e nei due anni successivi il Partito Operaio Unificato Polacco (POUP), sotto Bolesław Bierut acquisì il controllo del paese, che nel Dopoguerra sarebbe diventato parte dell'area di influenza Sovietica.
Dopo la morte di Stalin, nel 1953, un riallineamento politico nell'Europa Orientale portò al potere una fazione più liberale dei comunisti polacchi, guidata da Władysław Gomułka. Entrò la metà del 1960, in conseguenza all'ingente influenza dei produttori agricoli privati e ad una serie di errori di valutazione dirigenziali, la Polonia iniziò a trovarsi in sempre più maggiori difficoltà economiche e politiche. Nel dicembre 1970, un aumento dei prezzi provocò un'ondata di scioperi. Il governo introdusse un nuovo programma economico basato su larga-scala su prestiti derivanti dall'Occidente, che come risultato ebbe un aumento immediato del tenore di vita e delle aspettative, ma il programma vacillò a causa della crisi petrolifera del 1973. Nella seconda metà degli anni 1970, a causa dell'aumento dei tassi d'interesse dei prestiti operato dal governo statunitense, il governo di Edward Gierek fu costretto ad innalzare i prezzi, causando una nuova ondata di proteste pubbliche. Il circolo vizioso venne interrotto nel 1978 con l'elezione al papato di Karol Wojtyła con il nome di Giovanni Paolo II, che portò al rafforzamento dell'opposizione in Polonia al comunismo. Nell'agosto del 1980 venne fondato il sindacato indipendente Solidarność (Solidarietà); una delle figure prominenti al movimento fu l'elettricista Lech Wałęsa. Il crescente rafforzamento dei movimenti d'opposizione portarono il governo di Wojciech Jaruzelski a dichiarare l'instaurazione della legge marziale nel dicembre 1981. Tuttavia con le riforme promosse da Mikhail Gorbachev, le pressioni da parte occidentale e le continue inquietudini della società polacca, i comunisti furono costretti a negoziare con i dissidenti. Con gli Accordi della Tavola Rotonda del 1989 il movimento Solidarność venne ammesso a partecipare alle elezioni politiche. Il notevole successo di Solidarność che ne derivò diede impulso alle rivoluzioni del 1989, tra cui anche la caduta del muro di Berlino e della cortina di ferro. Nel 1990 Jaruzelski si dimise dalla carica presidenziale e al suo posto subentrò Wałęsa.

## La Repubblica Popolare di Polonia (1944–1956)

### Devastazioni di guerra, confini e spostamenti della popolazione

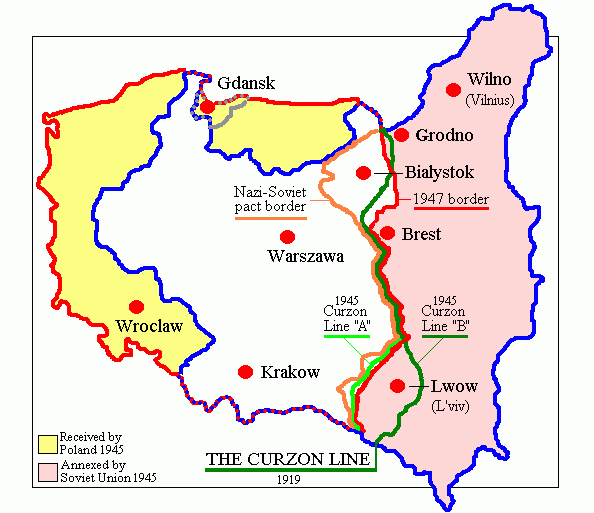
Vecchi e nuovi confini della Polonia nel 1945.

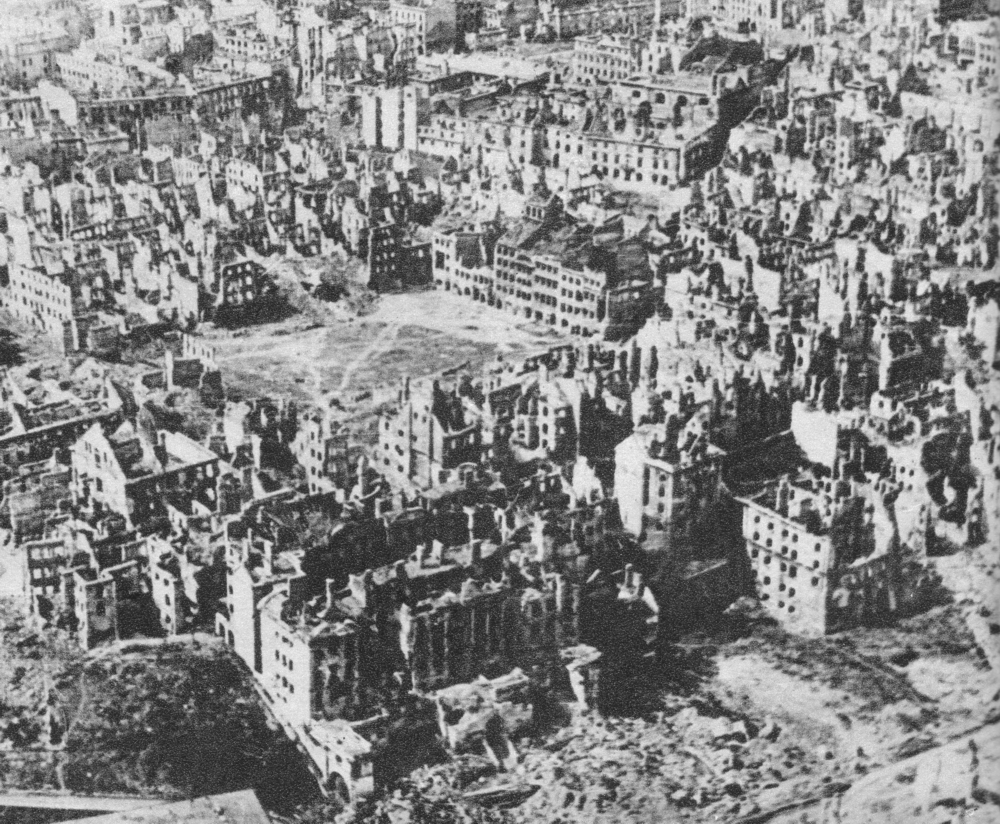
Distruzione di Varsavia, capitale della Polonia, gennaio 1945

La Polonia soffrì pesanti perdite durante la seconda guerra mondiale. Mentre nel 1939 la Polonia aveva 35,1 milioni di abitanti, alla fine della guerra solamente 29,1 milioni rimanevano dentro i propri confini. Il primo censimento del dopoguerra del 14 febbraio 1946 mostrò 23,9 milioni a causa delle migrazioni. Si stimò che 6 milioni di cittadini polacchi – circa il 21,4% della popolazione polacca morì fra il 1939 e 1945, tuttavia, il numero delle vittime di etnia polacca poteva essere inferiore a ben il 50% a causa della diversità multietniche presente prima della guerra in Polonia che si riflesse sui censimenti nazionali – al 2009 secondo la commissione di riconciliazione ebreo-polacca. I 3 milioni di vittime ebreo-polacche furono indiscussi. Le minoranze in Polonia furono significativamente colpite: prima della Seconda guerra mondiale un terzo della popolazione polacca era composto da minoranze etniche; dopo la guerra comunque, le minoranze polacche erano tutte fuggite.
La Polonia, a differenza delle nazioni occidentali, era un paese prevalentemente agricolo che subì danni catastrofici alle infrastrutture durante la guerra. Le perdite in termini di risorse e di infrastrutture ammontavano ad oltre il 30% del potenziale pre-bellico. Varsavia, la capitale della Polonia, fu la città più devastata, con oltre l'80% degli edifici distrutto a seguito della rivolta di Varsavia.
L'attuazione dell'immane compito di ricostruire il paese fu accompagnato dalla lotta del nuovo governo per acquisire una base stabile e centralizzante, gravata però dalla considerevole diffidenza da parte della società verso il nuovo regime e dalle dispute sui confini della Polonia, che furono definiti sino alla metà del 1945. Nel 1947 l'influenza sovietica sul governo polacco portò a respingere il piano di aiuti statunitense, il piano Marshall, e ad aderire, nel 1949, all'organizzazione di collaborazione e sviluppo delle economie socialiste, denominata Comecon. Allo stesso tempo le forze sovietiche ingaggiarono una preda negli ex territori della Germania che furono trasferiti in Polonia, privandola di importanti macchinari, infrastrutture e fabbriche che dovevano essere inviate in Unione Sovietica.
Dopo l'annessione sovietica dei territori di Kresy ad est della linea Curzon, circa 2 milioni di polacchi vennero rimpatriati da queste aree per passare nei nuovi territori occidentali e settentrionali ad est della linea Oder-Neisse, che i sovietici girarono alla Polonia dopo gli accordi di Potsdam. Inoltre circa 5 milioni di polacchi della Polonia centrale si trasferirono nei "Territori recuperati". La popolazione tedesca, circa 10 milioni di individui, venne espulsa dai nuovi territori acquisiti dalla Polonia. Con il rimpatrio in Unione Sovietica della popolazione di origine ucraina e l'operazione Vistola del 1947 e con lo sterminio degli ebrei operato dalla Germania nazista e l'emigrazione dei sopravvissuti in Israele, la Polonia per la prima volta divenne uno Stato-nazione etnicamente omogeneo.
Varsavia e le altre città erano ridotte in macerie e furono ricostruite velocemente (uno dei successi del Piano dei Tre anni).

### Consolidamento del potere comunista (1945–1948)

Il Manifesto del PKWN, fondato il 22 luglio 1944

Ancor prima che l'Armata Rossa entrasse in Polonia, l'Unione Sovietica perseguì una strategia deliberativa finalizzata all'eliminazione delle forze di resistenza anti-comunista affinché la Polonia entrasse sotto la loro sfera d'influenza. Il 25 aprile 1943, in seguito alla richiesta ufficiale del governo polacco in esilio a Londra affinché la Croce Rossa avviasse un'inchiesta sul massacro di 10.000 militari polacchi operato nella foresta di Katyń, Stalin ruppe le relazioni con la Polonia. Tuttavia, per placare gli Stati Uniti e il Regno Unito, nel 1945 ,  l'Unione Sovietica concordò nella Conferenza di Jalta una forma di governo di coalizione composta dai comunisti del Partito dei lavoratori polacchi, i membri filo-occidentali del governo in esilio della Polonia e i membri del movimento di resistenza Armia Krajowa ("Esercito Locale"), al fine di garantire lo svolgimento di libere elezioni.
Con l'inizio della liberazione dei territori polacchi e il fallimento dell'Operazione Tempesta da parte dell'Armia Krajowa nel 1944, il controllo del territorio polacco passò dalle forze d'occupazione naziste all'Armata Rossa e, successivamente, dall'Armata Rossa ai comunisti polacchi, i quali detenevano una forte influenza nel governo provvisorio. Nonostante questi esordi, le decisioni prese a Jalta finirono ugualmente per favorire i comunisti, i quali si avvantaggiarono dell'aiuto sovietico nel loro piano di portare l'Europa orientale sotto la loro sfera d'influenza, come pure il controllo di ministeri chiave.
Il primo ministro del governo polacco in esilio, Stanisław Mikołajczyk, si dimise nel 1944 e, assieme ad altri leader politici polacchi in esilio, ritornò in Polonia, dove il governo provvisorio (Rząd Tymczasowy Rzeczypospolitej Polskiej) fu nominato dal comitato nazionale di liberazione (Polski Komitet Wyzwolenia Narodowego) a Lublino. A capo del governo si insediò il socialista Edward Osóbka-Morawski, ma i comunisti detenevano altri posti di prestigio. Entrambi questi governi furono subordinati a parlamenti non elettivi; il Consiglio nazionale di stato, controllato dai comunisti, non venne riconosciuto dal sempre più isolato governo polacco in esilio, il quale aveva formato il suo parlamentino, il Consiglio di Unità nazionale (Rada Jedności Narodowej).
Il nuovo governo provvisorio di unità nazionale polacco (Tymczasowy Rząd Jedności Narodowej) — così venne chiamato il governo polacco fino alle elezioni del 1947 — venne formato il 28 giugno 1945, con Mikołajczyk primo ministro. I principali rivali del partito comunista erano i veterani dell'Armia Krajowa, il partito dei contadini di Mikołajczyk (Polskie Stronnictwo Ludowe) e i veterani dell'esercito polacco che combatterono nel fronte occidentale. Allo stesso tempo, i partiti filosovietici, spalleggiati dall'Armata Rossa, detenevano la maggior parte del potere politico, in particolare il Partito dei Lavoratori Polacchi (Polska Partia Robotnicza) diretto da Władysław Gomułka e Bolesław Bierut.
Durante la Conferenza di Jalta Stalin promise che in Polonia si sarebbero tenute libere elezioni, tuttavia i comunisti polacchi, guidati da Gomułka e Bierut erano consapevoli della mancanza di consenso che la popolazione polacca nutriva verso la loro parte politica. Per questo motivo, nel 1946, invece di libere elezioni, si tenne un referendum nazionale, detto dei "tre sì". Il referendum comprendeva tre domande: l'abolizione del senato, la riforma agraria e la nazionalizzazione delle industrie e la consolidazione del confine occidentale sulla linea Oder-Neisse. Il referendum aveva lo scopo implicito di saggiare il consenso del popolo polacco al comunismo. Da tener presente che all'epoca quasi tutti i partiti in Polonia erano di orientamento progressista e potevano essere quindi più o meno favorevoli a tutte le tre le opzioni. Il PSL di Mikołajczyk chiese ai suoi sostenitori di votare contro la domanda di abolizione del senato, mentre il "blocco democratico" dei comunisti era a favore di tutte le opzioni. Il referendum dimostrò che i comunisti non avevano il sostegno, con meno di un terzo della popolazione polacca a favore dei cambiamenti politici. Tuttavia il referendum venne pilotato dai comunisti e dai suoi sostenitori, i quali, già detentori del potere politico, usarono la polizia per minacciare, violentare e anche uccidere gli attivisti delle altre forze politiche e falsificare i risultati. Dopo il referendum, l'economia polacca iniziò ad essere nazionalizzata.
I comunisti consolidarono il potere gradualmente, riducendo i diritti dei loro nemici non-comunisti, in particolare sopprimendo il principale partito di opposizione, quello di Mikołajczyk. In alcuni casi, gli avversari dei comunisti vennero condannati a morte — tra loro anche Witold Pilecki, organizzatore della resistenza ad Auschwitz, nonché uno dei principali capi dell'Armia Krajowa e del Consiglio di Unità nazionale. L'opposizione venne perseguitata anche per via amministrativa, con molti dei suoi membri costretti all'esilio. Anche se le persecuzioni di queste ex-organizzazioni antinaziste obbligarono migliaia di partigiani a rifugiarsi nelle foreste, le azioni della polizia segreta polacca, della NKVD e dell'Armata rossa diminuirono costantemente il loro numero.
Nel 1946 vennero messi fuori legge i partiti conservatori. Nel 1947 si formò il filogovernativo "blocco democratico", formato dal Partito Operaio Unificato Polacco e dai suoi alleati. Nel gennaio del 1947 si tennero le elezioni legislative, in cui vennero ammessi solamente i candidati oppositori al Partito Popolare Polacco, il quale era senza potere per il controllo governativo. I risultati vennero aggiustati anche da Stalin in persona, ed attraverso queste elezioni falsificate, i candidati del regime guadagnarono 417 su 434 seggi nel Sejm; in questo modo venne esautorato il ruolo dei partiti di opposizione. Molti membri dei partiti d'opposizione, Mikołajczyk compreso, dovettero lasciare la Polonia. I governi occidentali non protestarono il che portò molti polacchi anticomunisti a parlare del "Tradimento occidentale". Intanto il nuovo Sejm creò la Piccola Costituzione del 1947 e nei successivi due anni, i comunisti si assicurarono la loro ascesa al potere, monopolizzando il potere politico sotto la guida del POUP.
Un'altra forza della politica polacca, il Partito Socialista Polacco (Polska Partia Socjalistyczna) di Józef Piłsudski, soffrì una fatale scissione in questo periodo, poiché i comunisti riuscirono ad applicare la tattica del "divide et impera" per smembrare tutte le opposizioni. I comunisti favorirono la fazione di Józef Cyrankiewicz. Successivamente i comunisti e la fazione di Cyrankiewicz si fusero per formare il Partito Operaio Unificato Polacco (Polska Zjednoczona Partia Robotnicza). Dal 1948 la Polonia divenne de facto un paese a partito unico e stato satellite dell'Unione Sovietica. Fu permessa l'esistenza di due partiti fantoccio, uno dei contadini e uno dell'intelligentsia. Iniziò subito un periodo di stalinizzazione.

### Età di Bierut
Le ripercussioni della rottura tra la Jugoslavia e l'Unione Sovietica, avvenuta nel 1948 coinvolsero anche la Polonia. Come negli altri stati satelliti dell'Europa orientale, in Polonia ci fu una "purga" di comunisti sospettati di nazionalismo o altre tendenze "deviate". In settembre, uno dei capi comunisti, Władysław Gomułka, che era sempre stato contrario all'intromissione di Stalin nel controllo del POUP, venne accusato di "tendenze nazionalistiche", venne dimesso dalla sua posizione e infine venne imprigionato. Tuttavia in Polonia non avvennero i processi farsa che ebbero luogo negli altri paesi dell'Europa orientale. Bierut rimpiazzò Gomułka.
Il nuovo governo polacco era formato da comunisti che avevano combattuto la guerra in Unione Sovietica. Erano "assistiti", e in alcuni casi controllati, dai consiglieri sovietici, i quali erano piazzati in ogni punto nevralgico del governo. L'esercito, i servizi segreti e la polizia erano pieni di ufficiali sovietici. Il più importante di questi consiglieri era Konstantin Rokossovskij, ministro della difesa dal 1949 al 1956. Sebbene di origine polacca, Rokossovskij passò la sua vita adulta in Unione Sovietica e raggiunse il rango di maresciallo nell'esercito dell'Unione Sovietica. Questo governo, capeggiato da Cyrankiewicz e dall'economista Hilary Minc, pianificò un programma di ampie riforme economiche e di ricostruzione nazionale. La fazione stalinista si rivoltò perché temeva che questa linea programmatica andasse in contrasto con il modello sovietico di socialismo. Con il Piano dei Sei anni del 1950 venne pienamente adottato il modello sovietico di economia pianificata. Il piano del 1950 dava spazio allo sviluppo dell'industria pesante e la collettivizzazione dell'agricoltura. Le proprietà terriere dei ricchi latifondisti vennero espropriate e distribuite ai contadini poveri, mentre l'industria e il commercio vennero nazionalizzati.
Nel 1948 gli Stati Uniti annunciarono il Piano Marshall; questa iniziativa aveva lo scopo di ricostruire l'Europa e quindi di dare maggiore potere politico nella situazione del dopoguerra. Dopo l'iniziale interessamento al Piano Marshall, il governo polacco declinò la proposta per le pressioni provenienti da Mosca. Dopo la rivolta del 1953 nella Repubblica Democratica Tedesca, la Polonia fu costretta a rinunciare ai pagamenti di guerra. Rinunciando al Piano Marshall, la Polonia, insieme agli altri paesi del blocco orientale, iniziò a percepire il gap di ricchezza che si stava formando tra loro e le controparti occidentali.
Con la costituzione del 1952 vennero garantite le cure sanitarie universali. Agli inizi degli anni cinquanta il governo polacco iniziò a programmare la riforma del sistema scolastico. Il programma comunista della scuola libera e gratuita per tutti e della fondazione di nuove università venne accolto dalla popolazione polacca con favore. Tuttavia i comunisti vagliavano ciò che doveva essere insegnato; in particolare la storia e le altre scienze dovevano seguire i canoni marxisti. Allo stesso tempo tra il 1951 e il 1953, un numero ampio di docenti di orientamento conservatore e reazionario vennero licenziati dalle università. Venne rinforzato il controllo sulle arti e sugli artisti. Il realismo socialista fu l'unico movimento culturale accettato dalle autorità. Dopo il 1949 la maggior parte dei lavori artistici presentati al pubblico dovevano essere in linea con la voce del partito.
Queste riforme, insieme ad altre, benché controverse, furono salutate con piacere da una parte rilevante della popolazione polacca. Dopo la seconda guerra mondiale molti polacchi erano disposti ad accettare il comunismo in cambio della restaurazione di una vita normale; fu così che decine di migliaia di polacchi decisero di iscriversi al POUP e in modo attivo sostennero il regime, nonostante rimanesse presente un latente scontento. Molti polacchi tennero un atteggiamento di "remissiva cooperazione", mentre altri, come i reduci dell'Armia Krajowa, nonché Narodowe Siły Zbrojne e Wolność i Niezawisłość, si opposero attivamente al regime, sperando nello scoppio di un'eventuale Terza guerra mondiale. Sebbene la maggior parte di loro si fosse arresa con l'amnistia del 1947, la brutale repressione della polizia segreta portò molti di loro a rifugiarsi nelle foreste dove alcuni di loro continuarono a combattere fino agli inizi degli anni cinquanta.
I comunisti si alienarono la simpatia di molti polacchi quando iniziarono a perseguitare la Chiesa cattolica. La Stowarzyszenie PAX ("Associazione PAX") venne creata nel 1947 per ostacolare il sostegno dell'uomo della strada e per far nascere una chiesa cattolica comunista. Nel 1953 il Primate di Polonia, il Cardinale Stefan Wyszyński venne messo agli arresti, sebbene volesse andare a patti con il governo comunista.
La costituzione del 1952 dichiarò ufficialmente che la Polonia era una repubblica popolare. La carica di presidente della repubblica venne abolita e Bierut, il Primo Segretario del POUP, divenne il leader assoluto della Polonia.
Stalin morì nel 1953. Tra il 1953 e il 1958 Nikita Chruščёv mise fuori gioco i suoi rivali e riuscì ad arrivare al potere. Nel marzo 1956, durante il XX congresso del PCUS, Chruščёv denunciò il culto della personalità di Stalin. La destalinizzazione in Unione Sovietica mise in difficoltà gli stalinisti polacchi. Nello stesso mese, dopo il discorso di Chruščёv, in tutto il blocco orientale venne a galla il desiderio di riformare il sistema comunista. Con la morte di Bierut, avvenuta proprio nel marzo del 1956, si esacerbarono le divisioni all'interno del POUP. Il successore di Bierut fu Edward Ochab nella carica di Primo Segretario; come primo ministro venne scelto Cyrankiewicz.

## Il periodo di Gomułka (1956–1970)

### Destalinizzazione

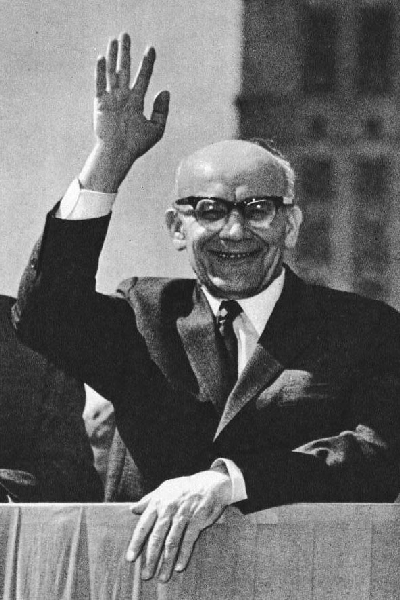
Władysław Gomułka

I comunisti polacchi furono divisi all'interno di due fazioni informali, chiamate: Natolin e Puławy a seconda delle località nelle quali tennero le loro prime riunioni: il palazzo di Natolin vicino a Varsavia e la strada di Puławska a Varsavia. Natolin era formato da una larga massa di polacchi di origine contadina che aveva passato gran parte del tempo della guerra nella Polonia occupata e avevano come peculiarità un'ideologia nazionalista-comunista. La fazione, guidata da Władysław Gomułka sottolineò il carattere nazionale del movimento comunista polacco locale. La fazione Puławy includeva ebrei comunisti, come i membri della vecchia intelligentsia comunista, che sostenevano in gran parte la guerra in URSS e supportavano la sovietizzazione della Polonia.
Nel giugno 1956, i lavoratori della città industriale di Poznań scesero in sciopero. Le dimostrazioni dei lavoratori in sciopero si trasformarono in enormi scontri e 80 persone furono assassinate. Cyrankiewicz in un primo momento cercò di reprimere la rivolta, minacciando che "ogni provocatore o pazzo che alzi la sua mano contro il governo popolare può essere certo che la mano gli sarà tagliata." Ma ben presto si rese conto che la linea dura aveva perso il supporto dell'Unione Sovietica e il regime decise la strada della conciliazione, annunciando aumenti salariali ed altre riforme. Furono sollevate delle voci iniziali nel partito e fra gli intellettuali che chiedevano più ampie riforme nel sistema stalinista.
Capendo di aver bisogno di una nuova guida, nell'ottobre 1956, quello che venne poi chiamato l'Ottobre polacco, il POUP scelse come primo segretario Władysław Gomułka, un moderato che in precedenza era stato "purgato", avendo perso la battaglia con Bierut. Gomułka riuscì a convincere i sovietici che non avrebbero perso il controllo dell'Europa orientale. Nonostante ciò i rapporti tra Polonia popolare e Unione sovietica non furono mai tesi, tanto da arrivare, proprio a Varsavia, alla sigla del Patto di Varsavia, con il quale si voleva contrattaccare l'alleanza occidentale della NATO.
I membri dell'ala dura degli stalinisti, tra cui Berman, vennero rimossi dal potere, insieme a molti ufficiali dell'armata sovietica in servizio alla polizia polacca, tuttavia nessuno di questi venne processato per le violenze perpetrate durante il periodo di Bierut. Konstantin Rokossovsky ed altri consiglieri sovietici vennero rimandati in patria, cosicché il comunismo polacco intraprese un orientamento più indipendente da Mosca. Tuttavia Gomułka sapeva benissimo che i sovietici non avrebbero permesso alla Polonia di abbandonare il Patto di Varsavia data la posizione che rivestiva la Polonia stessa, tra la Germania e l'URSS. Gomułka lasciò che truppe sovietiche rimanessero in Polonia e stabilì che non sarebbero state permesse dimostrazioni antisovietiche. In questo modo la Polonia evitò un intervento militare sovietico, come avvenne nel 1956 in Ungheria e nel 1968 in Cecoslovacchia.
Ci furono anche tentativi da parte di accademici e filosofi polacchi, molti dei quali legati alla Scuola di Leopoli-Varsavia e alla scuola di Poznań, tra cui Kazimierz Ajdukiewicz, Tadeusz Czeżowski, Leszek Kołakowski, Tadeusz Kotarbiński, Stanisław Ossowski, Adam Schaff, di sviluppare una specifica forma di marxismo polacco. Il loro tentativo di creare un ponte tra la storia polacca e l'ideologia marxista sovietica ebbe in parte successo, sebbene soffocato per la volontà da parte del regime di non rischiare le irritazioni sovietiche.

### Nazional comunismo
La Polonia accolse con sollievo l'ascesa al potere di Gomułka. Molti polacchi rifiutavano il comunismo però erano consapevoli che non potevano sfuggire al dominio sovietico. Gomułka promise la fine dello stato del terrore, più libertà politiche e religiose, aumenti di salari e il rovesciamento della collettivizzazione forzata. Le elezioni del 1957 si svolsero in un clima più tranquillo rispetto alle precedenti, anche se non vennero ammessi candidati delle opposizioni.
La Polonia di Gomułka venne descritta uno tra i regimi comunisti più liberali e fu, almeno in questo periodo, più aperta della Cecoslovacchia, della Repubblica Democratica Tedesca e della Romania. Tuttavia sotto il regime di Gomułka si poteva finire in prigione anche solo facendo della satira al leader del partito, come nel caso di Janusz Szpotański, o pubblicando un libro all'estero. Jacek Kuroń, che in seguito divenne una tra le figure più importanti del dissenso, venne imprigionato per aver scritto una "lettera aperta" ai membri del POUP. Quando la popolarità di Gomułka iniziò a scendere, il regime tornò ad essere più repressivo.
Dopo la prima ondata di riforme, il regime di Gomułka fece un passo indietro. Ad esempio venne restaurato il potere di controllo del partito sulle università, e molti membri riformisti vennero espulsi dal POUP. Nonostante ciò la Polonia godette un periodo di relativa stabilità negli anni sessanta, ma l'idealismo dell'ottobre polacco venne spazzato via. Ciò che rimpiazzò l'idealismo del '56 fu un cinico miscuglio di nazionalismo e comunismo, rinfocolato dalle campagne propagandistiche contro la Repubblica Federale di Germania, la quale si rifiutava di riconoscere, come confine, la linea Oder-Neisse.
Alla metà degli anni sessanta la Polonia sperimentò le prime difficoltà politiche ed economiche. Come tutti i regimi comunisti dell'Europa orientale, la Polonia concentrò i suoi sforzi sull'industria pesante, ma poco sulla produzione di beni di largo consumo. Con la fine della collettivizzazione, i fondi agricoli tornarono ai contadini, ma le loro proprietà erano troppo piccole per essere sufficientemente efficienti. Le relazioni con la RFG restavano fredde per la questione della linea Oder-Neisse. Gomułka scelse di ignorare la crisi economica e i suoi metodi autocratici evitarono i grandi cambiamenti richiesti per prevenire alla spirale economica.
Alla fine degli anni sessanta, alcuni alti funzionari governativi iniziarono a complottare contro Gomułka. Il capo della sicurezza di Gomułka, Mieczysław Moczar, un partigiano comunista attivo durante la Seconda guerra mondiale, formò una nuova fazione, detta "i partigiani", basata su sentimenti nazionalcomunisti, anti-intellighenzia e anti-semiti. Il capo del POUP dell'Alta Slesia, Edward Gierek, prodotto genuino della classe operaia, emerse come leader alternativo.
Nel marzo del 1968 scoppiò una rivolta studentesca nei pressi dell'università di Varsavia dopo che il governo censurò la performance del pezzo teatrale di Adam Mickiewicz, (Dziady scritto nel 1824) perché accusato di contenere "sentimenti anti-sovietici". Questi avvenimenti fecero da pretesto a Moczar per lanciare una campagna antisemitica e anti-intellighenzia, il cui reale scopo era di indebolire la fazione riformista del POUP. In questo periodo circa ventimila ebrei persero il loro posto di lavoro e dovettero emigrare.
Il governo comunista reagì in diversi modi agli avvenimenti del marzo '68. Una via fu quella di dimostrare che il governo era vicino ai sentimenti del popolo, l'altra via fu quella di emarginare l'intelligentsia di sinistra. Molti intellettuali furono discustati dalle posizioni di Moczar. Intanto gli emigrati polacchi in occidente, in particolare negli Stati Uniti, fondarono gruppi di opposizione.
La posizione di Gomułka venne salvata da due fattori. Il primo fu che l'Unione Sovietica, all'epoca guidata da Leonid Il'ič Brežnev, chiarì che non avrebbe tollerato alcuna rivolta in Polonia e in particolare, che non avrebbe permesso a Moczar, sospettato di sentimenti antisovietici, di diventare il capo della Polonia. In secondo luogo, i lavoratori si rifiutarono di sollevarsi contro il regime, in parte perché diffidavano degli intellettuali del movimento di protesta, in parte perché Gomułka li calmò con gli aumenti di stipendio. Sebbene la Chiesa cattolica protestò contro le violenze di polizia a danno degli studenti, non volle confrontarsi direttamente con il regime.
Nell'agosto del 1968 l'esercito polacco prese parte all'invasione della Cecoslovacchia. Alcuni intellettuali polacchi protestarono e Ryszard Siwiec si immolò durante le celebrazioni della festa nazionale. Con la partecipazione polacca all'invasione della Cecoslovacchia, con la quale venne posto fine all'esperimento di liberalcomunismo (o "socialismo dal volto umano" come venne definito in seguito) Gomułka perse l'appoggio degli intellettuali riformisti. Tuttavia nel 1970 Gomułka vinse un'importante vittoria politica poiché la RFG riconobbe la linea Oder-Neisse. Il cancelliere della RFG, Willy Brandt si inginocchiò chiedendo perdono per i crimini nazisti; questo gesto venne inteso in Polonia come indirizzato proprio al popolo polacco, sebbene fosse stato nel ghetto di Varsavia ed indirizzato soprattutto agli ebrei. Questo avvenimanto accade solamente cinque anni dopo la lettera di riconciliazione tra i vescovi polacchi e i vescovi tedeschi.
Il successo temporaneo di Gomułka non poteva mascherare la crisi economica che stava dilagando in Polonia. Sebbene il sistema dei prezzi fissi tenesse sotto controllo lo scontento urbano, causò stagnazione nel comparto agricolo e importazione di derrate alimentari. Questa situazione fu insostenibile e nel dicembre del 1970 il regime improvvisamente annunciò un massiccio incremento dei prezzi dei prodotti alimentari. L'aumento dei prezzi fu impopolare tra i ceti operai urbani. Gomułka credette che l'accordo con la RFG lo avrebbe fatto diventare più popolare, ma la maggioranza della popolazione polacca non sentiva più come pericolo incombente la minaccia tedesca; i polacchi non potevano più tollerare il regime comunista come garanzia di un aiuto sovietico per la difesa della linea Oder-Neisse.
Nel dicembre del 1970 scoppiarono le proteste contro l'aumento dei prezzi nelle città costiere di Danzica, Gdynia, Elbląg e Stettino. Zenon Kliszo, braccio destro di Gomułka, fece l'errore di ordinare di fare fuoco ai dimostranti. Un altro leader Stanisław Kociołek ordinò ai lavoratori di tornare al lavoro. A Gdynia l'esercito fece fuoco sulla folla, causando centinaia di morti. Il movimento di protesta dilagò in altre città, portando all'occupazione di fabbriche.
I capi del partito si incontrarono a Varsavia e capirono che una rivolta su larga scala dei ceti operai sarebbe diventata inevitabile senza dei drastici cambiamenti. Con il consenso di Brezhnev, vennero rimossi Gomułka, Kliszko e altri capi. Siccome Mosca non gradiva la nomina di Moczar, come primo segretario del POUP venne scelto Edward Gierek. Vennero abbassati i prezzi, vennero annunciati aumenti di stipendio e vennero annunciate riforme politiche ed economiche. Gierek andò a Danzica per incontrare i lavoratori, difendendosi per gli errori del passato e, essendo lui stesso Stato in passato operaio, avrebbe governato in favore del popolo.

## L'era di Gierek (1970–1980)
Gierek, come Gomułka nel 1956, salì al potere con promesse che sarebbero state differenti: aumento dei salari, stabilità dei prezzi e maggiore libertà di parola; per quanto riguardava i responsabili delle violenze a Gdynia ed altrove sarebbero stati puniti. Anche se i polacchi erano molto più cinici di quanto lo fossero stati nel 1956, Gierek era considerato una persona onesta e con buone intenzioni. Le sue promesse gli diedero tempo per creare un nuovo programma economico, basato su larga scala sui prestiti in denaro dall'ovest, soprattutto dagli Stati Uniti e dalla Repubblica Federale di Germania, con lo scopo di acquistare alcune tecnologie che avrebbero aggiornato la produzione polacca di merce da esportare. Questo massiccio ricorso al prestito, stimato su un totale di 10 miliardi di dollari, che furono utilizzati per trasformare e modernizzare l'industria polacca ed importare beni di consumo al fine di incentivare il lavoro dei lavoratori. I successivi quattro anni in Polonia si sperimentò un forte incremento degli standard di vita.
Nel 1975 la Polonia, come la maggior parte degli altri Paesi europei, firmò gli Accordi di Helsinki e divenne membro dell'OSCE, la cui creazione segnò un nuovo stato nella distensione tra Stati Uniti e Unione Sovietica. Nonostante il regime avesse affermato di avere attuato le libertà menzionate negli accordi, non ci furono in realtà molti cambiamenti. Tuttavia i polacchi diventavano sempre più consci dei diritti a loro negati.
Siccome il governo divenne sempre più incapace di farsi prestare denaro dall'estero, non ebbe alternative che aumentare i prezzi, in particolare di quelli delle derrate alimentari. Il governo polacco era timoroso di far scatenare le rivolte operaie come nel 1970, così decise di tenere i prezzi fermi ai livelli del 1970, piuttosto di farli aumentare con gradualità. Nel giugno del 1976, sotto pressione dei creditori occidentali, il governo introdusse gli aumenti dei prezzi: il burro del 33%, la carne del 70%, lo zucchero del 100%. Il risultato fu un'immediata ondata di scioperi in tutto il paese, con dimostrazioni violente e saccheggi a Płock e a Radom. Gierek tornò sui suoi passi, facendo dimettere il primo ministro Piotr Jaroszewicz e revocando gli aumenti dei prezzi. Questo atto indebolì economicamente e politicamente il governo.
Le agitazioni del 1976 e i successivi arresti di lavoratori militanti, condussero alla strenua opposizione al regime comunista da parte degli intellettuali e dei lavoratori. Un gruppo di intellettuali, capeggiati da Jacek Kuroń e Adam Michnik, fondarono il Komitet Obrony Robotników (KOR). Inizialmente il compito che si prefigurava il KOR era semplicemente quello di assistere i lavoratori dalle repressioni del 1976, ma subito dopo divenne un gruppo di resistenza. Con la nascita del KOR gli intellettuali accettarono la leadership della classe lavoratrice. Questi eventi portarono a una maggiore attivismo da parte di alcuni intellettuali polacchi contro il fallimentare governo di Gierek. In questo periodo si formarono nuovi gruppi di opposizione, i quali tentarono di resistere al regime, denunciando la violazione della costituzione e delle leggi polacche.
Verso la fine degli anni settanta l'opposizione al regime si stava rafforzando, tuttavia il governo non tentò la via della repressione. Gierek era interessato solamente a conquistare la simpatia dei lavoratori insoddisfatti e a convincere l'Unione Sovietica che la Polonia era un alleato fedele. Il centro dei problemi per Gierek non era l'opposizione interna, bensì l'alleanza con l'URSS. Dopo la dottrina Brežnev, e tenendo presente la posizione strategica della Polonia tra l'URSS e la Germania, i sovietici non avrebbero mai permesso che la Polonia intraprendesse un percorso di autonomia dal controllo sovietico, come fecero la Jugoslavia e la Romania, né avrebbero permesso delle riforme economiche incompatibili con il sistema socialista.
In questa congiuntura, il 16 ottobre 1978, venne eletto papa con il nome di Giovanni Paolo II, Karol Wojtyła, arcivescovo di Cracovia. L'elezione di un papa polacco ebbe un effetto elettrizzante in tutto il Paese. Quando Giovanni Paolo II fece visita alla Polonia nel giugno del 1979, almeno mezzo milione di persone ascoltarono il suo discorso tenuto a Varsavia e circa un quarto dell'intera popolazione polacca seguirono almeno una delle sue messe. In poco tempo Giovanni Paolo II divenne il personaggio più noto in Polonia, lasciando il regime ignorato. Giovanni Paolo II non incitò la ribellione, piuttosto preferì incoraggiare la nascita di una "Polonia alternativa", formata da istituzioni indipendenti dal governo, così con la successiva crisi, il fronte di opposizione si compattò.
Attorno al 1980 la leadership comunista era bloccata dal dilemma politico ed economico. Il regime non aveva i mezzi per legittimarsi di fronte al popolo, poiché già era cosciente che in caso di libere elezioni il POUP non avrebbe mai vinto. Non aveva alcuna via di scampo però fece un altro tentativo per alzare i prezzi, anche se sapeva di poter stimolare un'altra ribellione degli operai, stavolta meglio organizzata dell'ondata di scioperi del 1970 e del 1976. In un certo senso fu la fiducia verso il capitalismo che portò alla fine del comunismo. Le banche occidentali avevano prestato oltre 500 milioni di dollari al governo polacco, così al meeting della Banca Handlowy, tenutosi a Varsavia il 1º giugno 1980, fu reso chiaro al governo che non poteva mantenere prezzi così bassi dei beni di consumo. Il governo annunciò un graduale e continuo aumento dei prezzi, in particolare per la carne. Iniziò così un'ondata di scioperi e di occupazioni delle fabbriche, coordinata dal quartier generale del KOR. Dalla fine della Seconda guerra mondiale fino al 1978 gli Stati Uniti prestarono 677 milioni di dollari al governo polacco. Nel 1979 furono prestati al regime comunista altri 500 milioni di dollari.
In questo clima di crisi, la leadership comunista fece assai poco per intervenire. In questo periodo i comunisti polacchi avevano perso lo zelo dell'età staliniana. La corruzione, durante il periodo di Gierek, era dilagante e non avevano coraggio di fare uno spargimento di sangue. All'inizio di agosto l'ondata di scioperi raggiunse la costa Baltica, con lo sciopero dei cantieri navali di Danzica. Tra i leader degli scioperanti c'era l'elettricista Lech Wałęsa che ben presto divenne una figura di importanza internazionale. L'ondata di scioperi della costa baltica ebbe un grande successo tanto da tenere chiusi i porti e da fermare l'economia. I lavoratori, che occuparono le fabbriche, le miniere e i cantieri navali ebbero l'assistenza degli attivisti del KOR e il supporto di molti intellettuali.
La leadership si trovava di fronte a una difficile decisione, ossia tra una repressione in grande stile o accordare ai lavoratori ciò che volevano, mantenendo però esteriormente l'egemonia comunista. Il governo scelse quest'ultima opzione, così il 31 agosto 1980 si arrivò agli accordi di Danzica. Gli accordi di Danzica diedero il permesso ai lavoratori di associarsi in sindacati liberi, all'abolizione della censura e del lavoro domenicale, all'incremento del salario minimo e dello Stato sociale e all'abolizione della supervisione del POUP nelle attività industriali. L'egemonia del partito venne fortemente indebolita in ciò che era considerato il primo passo verso lo smantellamento del comunismo.

## Fine del regime comunista (1980–1990)
Gli accordi di Danzica, dopo l'ondata di scioperi dell'agosto 1980, furono un'importante pietra miliare per la democratizzazione della Polonia perché essa portò alla formazione di un sindacato indipendente, "Solidarietà" (polacco Solidarność), fondato nel settembre 1980 e guidato originalmente da Lech Wałęsa. Negli anni 1980, aiutò la resistenza anticomunista in Polonia, i cui membri derivavano da persone associate alla Chiesa cattolica. Il sindacato fu sostenuto da un gruppo di intellettuali dissidenti: il KOR, che aderirono ad una politica di resistenza nonviolenta. Col passare del tempo Solidarność divenne la maggior forza di opposizione polacca al regime comunista.
Le idee del movimento si diffusero rapidamente in tutta la Polonia; formando sempre più nuovi sindacati che si iscrissero alla federazione. Il programma di "Solidarietà", nonostante trattasse principalmente questioni sindacali, fu universalmente considerato come il primo passo verso lo smantellamento dei comunisti dalle istituzioni sociali, dalle organizzazioni lavorative e dalle associazioni civili. Dalla fine del 1981, il sindacato vantava nove milioni di membri; un quarto della popolazione della Polonia, tre volte più numeroso dei membri del POUP. Utilizzando gli scioperi e altre tattiche, il sindacato cercò di bloccare le iniziative del governo.
Nel settembre 1980, il sempre più fragile Gierek fu rimosso dal suo incarico e sostituito dal leader Stanisław Kania. Kania fece lo stesso tipo di promesse di Gomułka e di Gierek quando giunsero al potere. Qualunque fosse stata la volontà del nuovo leader giunta da queste promesse, esse ebbero vita assai breve rispetto a quelle del 1956 e del 1971, in quanto non vi era alcun modo affinché il regime mantenesse, anche volendo, le promesse fatte a Danzica. Il regime fu ancora intrappolato dal conflitto tra necessità economica e instabilità politica. Non poteva rilanciare l'economia senza abbandonare il controllo statale sui prezzi, ma allo stesso tempo non poteva fare ciò senza che scattasse un altro sciopero generale. Inoltre non poteva ottenere l'appoggio della popolazione attraverso le riforme politiche a causa della minaccia dell'intervento sovietico. Nel 1979 il Prodotto nazionale lordo scese del 2%, nel 1980 dell'8% e nel 1981 del 15–20%. La corruzione pubblica diventò endemica con la carenza di alloggi e il razionamento del cibo. Questi, insieme ad altre concause, furono i fattori che contribuirono alla crescita dei disordini sociali.
Il 13 dicembre 1981, sostenendo che il paese era sull'orlo di un collasso economico e civile e rivendicando il pericolo di un intervento sovietico, Wojciech Jaruzelski, che diventò segretario del partito nazionale e primo ministro in quell'anno, iniziò un giro di vite su Solidarność, dichiarando la legge marziale in Polonia, sospendendo il sindacato e imprigionando temporaneamente la maggior parte dei suoi leader. La polizia polacca (Milicja Obywatelska) e i paramilitari (Zmotoryzowane Odwody Milicji Obywatelskiej; ZOMO) repressero i manifestanti con una serie di attacchi violenti come nella strage dei minatori alla miniera Wujek, presso Katowice (9 morti). Il governo mise al bando Solidarność l'8 ottobre 1982. La legge marziale fu formalmente abrogata nel luglio del 1983, sebbene controlli di polizia che incidevano sulle libertà civili e sulla vita politica, così come il razionamento dei generi alimentari, rimasero in vigore fino alla seconda metà degli anni ottanta.

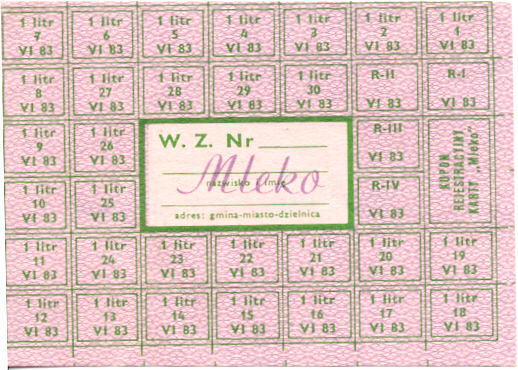
Una tessera per il latte, in uso a partire dal 1983

Durante gli anni caotici di Solidarność e dell'imposizione della legge marziale, la Polonia entrò in un decennio di crisi economica. I lavori per la maggior parte degli investimenti iniziati negli anni settanta furono bloccati, come il grattacielo di Cracovia. Il razionamento e le code nei negozi divennero uno degli stili di vita tipici nella Polonia degli anni ottanta, con carte razione (Kartki) necessarie per acquistare anche i beni di consumo basilari come il latte e lo zucchero. L'accesso ai beni di lusso occidentali divenne ancora più limitato, in quanto i governi occidentali applicarono le sanzioni economiche al fine di esprimere la loro insoddisfazione verso la repressione del governo contro l'opposizione, mentre il governo utilizzò la maggior parte della valuta straniera per pagare i suoi debiti. In questa situazione, il governo, che controllava il commercio estero, continuava a mantenere un alto tasso di scambio con le monete dei paesi occidentali. Gli alti tassi peggiorarono le distorsioni dell'economia a tutti i livelli, portando a un crescente aumento del contrabbando.
Il governo comunista tentò (senza successo) vari espedienti per migliorare i risultati dell'economia. Per raccogliere valuta estera, il governo avviò, in tutte le città polacche, la creazione di negozi Pewex controllati dallo Stato in cui le merci potevano essere acquistate solo con valuta occidentale. Negli anni ottanta centinaia di migliaia di polacchi emigrarono all'estero alla ricerca di un lavoro. Il governo fu costretto a programmare alcune riforme economiche su piccola scala, permettendo la nascita di alcune piccole imprese private e abbandonando il modello classico di economia socialista.
Pian piano il governo polacco iniziò a comprendere che fosse necessario di fare alcune concessioni alle opposizioni. La costante crisi economica e sociale significava che il popolo polacco a tutti i livelli iniziava ad organizzarsi contro il regime. Nel frattempo Solidarność stava guadagnando maggior potere e, sebbene fosse un'organizzazione sotterranea, ricevette aiuti dall'estero, in particolare dalla CIA e dalla Chiesa cattolica. Alla fine degli anni ottanta iniziavano a formarsi altri movimenti di opposizione, come Alternativa Arancione fondato da Waldemar Frydrych, i quali organizzavano proteste di strada dove si riunivano centinaia di migliaia di partecipanti e si rompeva il muro di timore per le leggi marziali.
L'assassinio di padre Popiełuszko, propagandista di Solidarność nell'ottobre 1984 diede ulteriore motivo di proteste nel paese. Alla fine degli anni ottanta Solidarność era diventata sufficientemente forte da frustrare i tentativi riformatori di Jaruzelski. Nel novembre 1988 il governo iniziò ad aprire un dialogo con Solidarność. Le politiche di perestrojka e glasnost' intraprese da Michail Gorbačëv proprio in quegli anni furono un altro fattore per stimolare le riforme politiche anche in Polonia, poiché il nuovo leader sovietico arrivò a ripudiare la Dottrina Brežnev. Questi cambiamenti sul scenario internazionale diminuirono le possibilità di un eventuale intervento sovietico in Polonia, eliminando così le giustificazioni delle mancate riforme da parte del governo comunista polacco.
Con la decima sessione plenaria del dicembre 1988, i leader del POUP decisero di trattare con Solidarność. Dal 6 febbraio al 15 aprile 1989 ebbero luogo 94 sessioni di colloqui tra 13 gruppi di lavoro, conosciuti poi come gli Accordi della Tavola Rotonda, i quali alterarono radicalmente la struttura del governo e della società polacca. Il risultato dei colloqui portarono all'investimento del potere a un parlamento bicamerale e a un presidente.
Nell'aprile del 1989 Solidarność venne nuovamente legalizzata e venne ammessa a partecipare alle elezioni semi-libere del 4 giugno 1989. Queste elezioni non furono del tutto libere perché c'erano restrizioni in modo tale da permettere al POUP di detenere ancora il potere politico; infatti solo un terzo dei seggi della camera bassa venne aperta ai rappresentanti di Solidarność, mentre gli altri due terzi restavano riservati ai membri del POUP e ai loro alleati. I comunisti pensavano che le elezioni fossero un modo per legittimare il loro potere, avviando nel contempo la pianificazione di alcune riforme. Le opposizioni criticarono l'atteggiamento arrendevole di Solidarność, credendo che ciò avrebbe permesso ai comunisti di mantenere il potere negli anni novanta.
Quando vennero resi noti i risultati, seguì una forte scossa politica. La vittoria di Solidarność fu eclatante, tanto da superare le più ottimistiche previsioni. Solidarność conquistò tutti i seggi in cui poteva gareggiare per il Sejm, mentre al senato conquistò 99 dei cento seggi a disposizione. Nel frattempo, molte eminenti personalità del POUP non riuscirono ad ottenere nemmeno il numero di voti minimi per entrare in parlamento. Con questi risultati il POUP ricevette una clamorosa batosta alla sua legittimazione al potere.
I mesi successivi furono caratterizzati da intense manovre politiche. Il prestigio del POUP era diventato tanto basso che i suoi due partiti alleati decisero di abbandonare l'alleanza. Il candidato comunista come primo ministro, il generale Czesław Kiszczak, non riuscì a guadagnare un sufficiente supporto al Sejm per formare un governo.
Sebbene Jaruzelski avesse tentato di convincere Solidarność di unirsi ai comunisti per formare una grande coalizione governativa, Wałęsa rifiutò la proposta. Nell'agosto del 1989 divenne inevitabile la nomina di un primo ministro scelto da Solidarność. Jaruzelski si dimise come segretario generale del POUP, però rimase ancora in carica come capo dello Stato. Il primo ministro della Polonia divenne Tadeusz Mazowiecki, membro di Solidarność. Il primo governo non-comunista del blocco orientale entrò in carica nel settembre del 1989, il quale adottò immediatamente radicali riforme economiche proposte da Leszek Balcerowicz che trasformarono la Polonia, nel giro di un anno, da uno Stato socialista ad un'economia di mercato.
Nel 1990 Jaruzelski si dimise da presidente della repubblica. Il successore fu Wałęsa, il quale vinse le elezioni presidenziali del 1990. Nel frattempo il POUP fu sciolto e dalle sue ceneri nacque il partito socialdemocratico polacco. Nel 1991 venne sciolto il patto di Varsavia. Le truppe sovietiche abbandonarono il suolo polacco nel 1993. Il 27 ottobre 1991 ebbero luogo le prime elezioni libere in Polonia dagli anni 1920. Le elezioni del 1991 posero fine alla transizione tra il regime comunista e quello liberale.